# 마하 짜끄리 시린톤
텝파라따나랏수다 공여 마하 짜끄리 시린톤 공주(태국어: มหาจักรีสิรินธร, 영어: Maha Chakri Sirindhorn, 1955년 4월 2일)는 태국의 왕족이다. 푸미폰 아둔야뎃 라마 9세 선왕과 시리낏 왕비 사이의 둘째딸이다. '천사 공주'라 불릴 정도로 국민적 인기가 높으며, 한때는 차기 국왕으로도 거론되기도 했다. 그녀의 정식 명칭은 솜뎃 프라까닛타티랏짜오 꼼솜뎃프라 텝파라따나랏수다 짜오파 마하 짜끄리 시린톤 사얌보롬랏꾸마리(태국어: สมเด็จพระกนิษฐาธิราชเจ้า กรมสมเด็จพระเทพรัตนราชสุดา เจ้าฟ้ามหาจักรีสิรินธรฯ สยามบรมราชกุมารี)이다.

## 가족 관계

### 조부모와 부모
- 조부 : 마히돌아룰야뎃상왕
- 조모 : 스리나카린트라상왕후
- 부친 : 태국 라마 9세국왕
- 모친 : 시리낏왕태후

### 남동생
1. 태국 라마 10세국왕

### 여동생
1. 우볼랏라차깔야공주 – 왕실 지위에서 제거됨
2. 스리사왕카왓공여 주라펄와라이락공주